# František Lexa

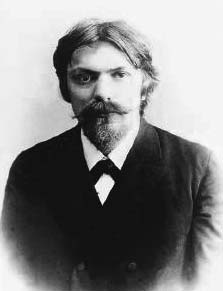
František Lexa

František Lexa (* 5. April 1876 in Pardubice; † 13. Februar 1960 in Prag) war ein tschechischer Ägyptologe. Er war der Begründer der Ägyptologie in der Tschechoslowakei.

## Leben und Werk
Nach Abschluss des Gymnasiums studierte Lexa von 1895 bis 1900 in Prag Mathematik, Physik, Philosophie und Psychologie (1903 Dr. phil.). Lexa unterrichtete von 1901 bis 1906 am Gymnasium in Hradec Králové und erlernte die ägyptische Sprache. 1907/08 erhielt er ein Stipendium und studierte Ägyptologie in Berlin und Straßburg.
1919 habilitierte sich Lexa an der tschechischen Karlsuniversität für Ägyptologie (O poměru ducha, duše a těla u Egypťanů Staré říše) und wurde zum Privatdozenten ernannt. 1922 wurde er dort zum außerordentlichen, 1927 zum ordentlichen Professor für Ägyptologie ernannt. 1925 erfolgte auf seine Initiative die Einrichtung eines Ägyptologischen Seminars an der tschechischen Karlsuniversität, dessen Leitung ihm übertragen wurde. Seit 1952 war er Mitglied der Tschechoslowakischen Akademie der Wissenschaften. Im Herbst 1958 wurde er der erste Direktor des Tschechoslowakischen Ägyptologischen Institutes der Karlsuniversität zu Prag.
Lexas Hauptwerke sind der ägyptischen Religion, der Magie und der Sprachwissenschaft gewidmet. Lexa übersetzte als erster altägyptische Literatur ins Tschechische.
Zu Lexas Studenten gehörten Jaroslav Černý (1898–1970) und Zbyněk Žába (1917–1971) sowie seine Tochter Irena Lexová, die bei ihm über altägyptische Tänze promovierte (O staroegyptském tanci. Prag 1930).

## Werke
- Das demotische Totenbuch der Pariser Nationalbibliothek (Papyrus des Pamonthes) / unter Mitarbeit von W. Spiegelberg. (= Demotische Studien. Heft 4). Hinrichs'sche Buchhandlung, Leipzig 1910. (Digitalisat)
- Beiträge zum demotischen Wörterbuche aus dem Papyrus Insinger. Prag 1916.
- Pokus egyptského krále Amenhotepa IV. Achenatona o zavedení světového náboženství. Prag-Karlín 1920.
- Náboženská literatura staroegyptská (2 Bände). Kladno 1921.
- Comment se revèlent les rapports entre les langues hamitiques, sémitiques et la langue égyptienne dans la grammaire des pronoms personnels, des verbes et dans les numéraux cardinaux 1–9. In: Philologica. Journal of Comparative Philology. Band 1, 1921–1922, S. 151–177. Sonderdruck: Prag 1925. (Digitalisat)
- Beletristická literatura staroegyptská. Kladno 1923.
- Staroegyptské čarodějnictví. Kladno 1923.
- Obecné mravní nauky staroegyptské (3 Bände). Prag 1926–29.
- La magie dans l’Égypte antique de l’ancien empire jusqu’a l’époque copte. 3 Bände, Paul Geuthner, Paris 1925. - Band 1: Exposé. (Digitalisat). Band 2: Les textes magiques. (Digitalisat). Band 3: Atlas. (Digitalisat)
- Papyrus Insinger. Les enseignements moraux d'un scribe égyptien du premier siècle après J.-C. Texte démotique avec transcription, traduction française, commentaire, vocabulaire et introduction grammaticale et littéraire. 2 Bände. Paul Geuthner, Paris 1926. - Band 1: Texte, transcription, traduction et commentaire. Band 2: Vocabulaire, étude historique et grammaticale. (Digitalisat beider Bände)
- Grammaire démotique (7 Bände), Prag 1938–51.
- Výbor ze starší literatury egyptské. Prag 1947.
- Výbor z mladší literatury egyptské. Prag 1947.
- Jak měli staří Egyptané rádi Ptolemaia. Prag 1948.
- Veřejný život ve starověkém Egyptě (2 Bände). Prag 1955.